# Eliza B. Gamble
Eliza Burt Gamble (1841-1920) va ser una intel·lectual activa al segle xix i principis del XX. Era defensora del Moviment de les Dones, mare, escriptora i professora de Michigan. Els escrits de Gamble van ser pioners en l’ús de la teoria evolutiva com a recurs per fer afirmacions sobre les dones. El seu treball es relacionava amb la teoria de la selecció sexual de Charles Darwin. [1] El seu treball va prestar una atenció important a la importància del gènere en l'evolució. [2]

## Publicacions
- Gamble, Eliza (2004) [1894]. The evolution of woman. Open Collections Program at Harvard University: Women and work. Cambridge, Massachusetts: Harvard College Library Digital Imaging Group. OCLC 894638780.
- Gamble, Eliza (1997) [1897]. The god-idea of the ancients, or, Sex in religion. Boulder, Colorado Charlottesville, Virginia: NetLibrary University of Virginia Library. ISBN 9780585237091.
- Gamble, Eliza (1976) [1916]. The sexes in science and history: an inquiry into the dogma of woman's inferiority to man. Westport, Connecticut: Hyperion Press. ISBN 9780883552711.